# Tengo un candombe para Gardel (álbum)
Tengo un candombe para Gardel es un álbum recopilatorio de Rubén Rada. Fue editado en Uruguay en 1998 por Montevideo Music Group.

## Contenido
El álbum incluye el disco La yapla mata (1985) de forma íntegra y canciones del disco Adar Nebur (1984), y trae, como tema extra, un nuevo remix de "Mandanga Dance".
Los temas que faltan de Adar Nebur son "Tengo que contar un sueño", "Los padres tienen la memoria corta" y "La tierra, los hombres".
En Argentina, se editó, el mismo año, el recopilatorio Rubén Rada en colores que también solo incluye canciones de los discos Adar Nebur y La yapla mata, y el mismo remix de "Mandaga Dance" como tema extra. Pero en ese compilado, de Adar Nebur faltan los temas "Juana con Arturo" y "Los padres tienen la memoria corta", y de La yapla mata falta "El negro chino".

## Lista de canciones
01. Tengo un candombe para Gardel (Rubén Rada)
02. Juana y Arturo (Rubén Rada)
03. Flecha Verde (Ricardo Nolé / Rubén Rada)
04. La yapla mata (Ricardo Nolé / Rubén Rada)
05. Las manzanas (Rubén Rada)
06. Madre salsa (Rubén Rada)
07. Mandanga Dance (Rubén Rada)
08. Prestame un mango (Rubén Rada)
09. Te parece (Rubén Rada)
10. Mambo liberador (Rubén Rada)
11. El levante (Rubén Rada)
12. Que pasa con la adolescencia (Rubén Rada)
13. El negro chino (Ricardo Nolé / Rubén Rada)
14. Mandanga Dance (Remix) (Rubén Rada)

## Ficha técnica
- Remix de "Mandanga Dance": Miguel Leonelli
- Diseño y dibujo de tapa: Pablo Vannet